# 徐賀世子
徐 賀世子（じょ かよこ）は日本の翻訳家。日本脚本家連盟に加盟。

## 来歴・人物
大妻女子短期大学英文科卒業。アメリカ留学を経て映画配給会社に入社。
最初はアルバイトで日本語版制作会社から字幕翻訳の仕事を請けるが、次第に多忙となり会社を辞めてフリーランスの映像翻訳者として活動。吹き替え翻訳を仕事の中心としている。
2006年、徐の吹き替え翻訳に興味をもったシス・カンパニーの誘いで、シス・カンパニー公演『ヴァージニア・ウルフなんかこわくない』の戯曲翻訳を担当したところ、第14回湯浅芳子賞を受賞。以降は戯曲翻訳も手がけている。
声優の大平透は、『ザ・シンプソンズ』での徐の訳を「下品で面白い翻訳をしてくれる」と絶賛していた。シス・カンパニーは、徐の訳を「ナチュラルでビビッドな吹替翻訳」と評している。

## 主な翻訳作品（吹き替え）

### 映画
- アーミクロン
- アガサ・クリスティー/サファリ殺人事件
- アサシン ※テレビ朝日版
- アストロ・コップ/地球クライシス2050
- アバウト・ア・ボーイ
- アリゲーター2 ※テレビ東京版
- アルビン3 シマリスたちの大冒険
- ヴァン・ダム IN コヨーテ ※テレビ東京版
- ウィロー ※TBS版
- エイリアン・コップ ※テレビ朝日版
- おもちゃの国を救え!
- キリング・ミー・ソフトリー ※ソフト版
- クイック&デッド ※ソフト版
- グラディエーター ※ソフト版
- グリマーマン ※テレビ朝日版
- クレイドル・ウィル・ロック
- クロオビ・キッズ/メガ・マウンテン奪回作戦
- ケイト・ベッキンセールinアナザーワールド鏡の国のアリス
- ゴーストバスターズ2 ※テレビ朝日版
- サイバーロボ
- ザ・ターゲット
- 殺人魚フライングキラー ※テレビ朝日版
- サドン・デス ※テレビ朝日版
- 地獄の戦闘艇バラクーダ
- 地獄の女囚コマンド
- チャック・ノリス in ヘルバウンド/地獄のヒーロー5 ※テレビ東京版
- ジャングル・ブック ※テレビ朝日版・機内上映版
- ジャンヌ・ダルク
- シュリ ※テレビ朝日版
- 少林サッカー
- ジョニー・イングリッシュ 気休めの報酬
- ジョニー・イングリッシュ アナログの逆襲
- シルミド
- シンドバッド虎の目大冒険 ※テレビ朝日版
- ストリートファイター ※テレビ朝日版
- スリー・リバーズ ※フジテレビ版
- セックス・アンド・ザ・シティ
- セックス・アンド・ザ・シティ2
- 沈黙の断崖 ※テレビ朝日版
- 天使にラブ・ソングを… ※日本テレビ版
- ドクター・ドリトル
- ドクター・ドリトル2
- どつかれてアンダルシア (仮)
- トレマーズ ※テレビ朝日版
- ニキータ ※日本テレビ版
- ネイビー・フォース/テロリスト壊滅作戦
- ハートブルー ※ソフト版
- バイオハザードIV アフターライフ
- 裸の銃を持つ男 ※TBS版
- パルプ・フィクション
- ハムナプトラ/失われた砂漠の都 ※日本テレビ版
- 光る眼 ※テレビ朝日版
- ピノキオ 新しい冒険
- 武器人間
- ブラック・ドッグ ※日本テレビ版
- プリズナーズ ※ソフト版
- プレデターズ
- ベートーベン ※日本テレビ版
- ベートーベン2 ※日本テレビ版
- ベビーシッター・アドベンチャー
- ペリカン文書 ※テレビ朝日版
- ホーム・アローン2 ※フジテレビ版
- ポリス・ストーリー/香港国際警察 ※テレビ朝日版
- マーヴェリック ※テレビ東京版
- マーキュリー・ライジング ※テレビ朝日版
- マキシマム・リスク ※テレビ朝日版
- マスク ※日本テレビ版
- マダム・ウェブ
- マチルダ
- マックス・ペイン
- ミミック ※テレビ東京版
- ミュータント・タートルズ ※フジテレビ版
- モールス
- 妖精ファイター
- ラスト・アクション・ヒーロー ※テレビ朝日版
- 乱気流/タービュランス ※テレビ朝日版
- リコシェ ※日本テレビ版
- レインディア・ゲーム
- ロードキラー ※ソフト版
- ワイルドシングス シリーズ
  - ワイルドシングス
  - ワイルドシングス2
  - ワイルドシングス3
- F/X2 イリュージョンの逆転
- SPY/スパイ
- 007 ダイ・アナザー・デイ ※ソフト版
- 17 セブンティーン
- Mr.ノボカイン

### ドラマ
- イヴのすべて
- 宇宙船レッド・ドワーフ号
- 俺たち賞金稼ぎ!!フォール・ガイ
- 恐竜家族
- 新米刑事モース
- スクール・オブ・ロック
- スペース・レンジャーズ
- ダーマ&グレッグ
- 超感覚刑事ザ・センチネル
- 超能力ファミリー サンダーマン
- 天国からの復讐
- ピーキー・ブラインダーズ
- ビクトリアス
- ファインド・ミー 〜パリでタイムトラベル〜
- レイヴン 〜バレンタインデー〜
- ミルドレッドの魔女学校
- iCarly
- Hawaii Five-0
- NYPD15分署
- 100 オトナになったらできないこと

### アニメ
- ザ・シンプソンズ ※シーズン14まで
- 新スーパーマン

## 主な翻訳作品（戯曲）
- アット・ホーム・アット・ザ・ズー(シス・カンパニー公演) 千葉哲也演出｡　2010年6月17日〜7月19日シアタートラム[4]
- アンナ・クリスティ
- ヴァージニア・ウルフなんかこわくない
- エレファント・マン
- 大人は、かく戦えり
- ガラスの動物園
- 管理人
- サメと泳ぐ
- 十二人の怒れる男
- セールスマンの死
- ドレッサー
- ヘッダ・ガブラー（シス・カンパニー公演）栗山民也演出｡[5] 2018年4月7日 シアターコクーン
- ほんとうのハウンド警部
- ART
- 23階の笑い

## 書籍
- 通訳・翻訳ジャーナル　2017年冬号[6]